# Mike Levin
Michael Levin MBE FMedSci é professor de pediatria e saúde infantil internacional no Imperial College London.